# 조니 버클랜드
조니 버클랜드(Jonny Buckland, 1977년 9월 11일 ~ )는 잉글랜드의 기타리스트로, 콜드플레이의 일원이다.

## 같이 보기
- 가장 많은 음반을 판 음악가 목록